# James Molyneaux
James Molyneaux (ur. 20 sierpnia 1920, zm. 9 marca 2015) – brytyjski (północnoirlandzki) polityk, lider Ulsterskiej Partii Unionistycznej w latach 1979–1995.